# Фере, Георгий Владимирович
Георгий Владимирович Фере (31.05.1932 — 16.04.2011) — советский писатель, поэт, драматург, сценарист, сын композитора Владимира Георгиевича Фере.

## Биография
Учился в Литературном институте им. Горького.
После окончания института несколько лет жил на севере, на острове Диксон, где занимался преподаванием в школе, организовал театр, вел радиопередачи.
По возвращении в Москву начал активную деятельность на радио, вел программу «С добрым утром!» и другие.
Работал в Министерстве культуры РСФСР, лауреат премии Литературной газеты «Золотой телёнок» (1995 и 1996) и многочисленных литературных премий.

## Творчество
Писатель и драматург, автор десятков пьес и оперетт для ведущих театров Советского союза. Их до сих пор ставят в театрах России и других стран.
Один из родоначальников жанра мюзикла в СССР, работал с самыми известными композиторами середины и конца 20 века: М. Дунаевским, А. Журбиным, В. Гевиксманом, И. Якушенко и др.
Среди самых известных его пьес:
- «Черный дракон»,
- «Ты герой, я герой»,
- «Тихая семейка»,
- «Капитанская дочка»,
- детские спектакли «Несмеяна», «Зайка-почтальон» и многие другие.

Автор сценариев к нескольким фильмам:
- «Мой остров синий»,
- «Прежде, чем расстаться» и другие.

Автор песен и романсов, которые исполняли и исполняют известные певцы 20 века, одна из его песен звучит каждый год в День Победы — «Березовые сны».
Автор книг о телевидении:
«Люди, которые входят без стука» (1971), «Товарищ ТВ» (1974) и др.
Его рассказы печатались во всех основных газетах и журналах середины и конца 20 века: Крокодил, Журналист, Новый мир, Октябрь и пр.